# Crambe gomerae
Crambe gomerae Webb ex Christ, es una especie de planta perteneciente a la familia de las brasicáceas. 

## Distribución geográfica
Crambe gomerae es  un endemismo de La Gomera en las Islas Canarias.

## Descripción
Dentro del género pertenece al grupo de especies con hojas enteras. Se diferencia de otras especies en que las hojas, ovaladas y ásperas al tacto, tienen un peciolo muy corto y estrechamente alado. Las inflorescencias, con flores arracimadas en el extremo, son panículas con ramas erectas o suberectas, sin brácteas.

## Taxonomía
Crambe gomerae fue descrita por Webb ex Christ y publicado en Botanische Jahrbücher für Systematik, Pflanzengeschichte und Pflanzengeographie 9: 94. 1888.
Etimología
Crambe: nombre genérico que deriva  del latín crambe, y del griego κράμβη , "una especie de col".
gomerae: epíteto que alude a la isla de La Gomera, en la que vive de forma exclusiva esta especie. 

## Nombre común
Se conoce como "col de risco gomera".